# Belle Vue (Wakefield)
Belle Vue est un stade de rugby anglais situé dans la ville de Wakefield dans le comté du Yorkshire de l'Ouest en Angleterre.
D'une capacité de 10 000 places, il est le stade officiel de l'équipe de rugby à XIII des Wakefield Trinity Wildcats. Ce club évolue au sein du championnat européen de rugby à XIII, la Super League.
Le stade « Belle Vue » a été popularisé par le film Le Prix d'un Homme . En effet, de nombreux plans de ce film, sorti en 1963 et dans lequel jouent Richard Harris et Rachel Roberts, y ont été tournés.